# Приуральский (Оренбургская область)
Приура́льский — посёлок в Оренбургском районе Оренбургской области. Административный центр Приуральского сельсовета.

## История
В 1966 году указом Президиума Верховного Совета РСФСР посёлок центральной усадьбы совхоза «Боевой» переименован в Приуральский.

## Население
| 2002 | 2010 |
| ---- | ---- |
| 962  | ↘914 |

## Улицы
| - ул. Кленовая, - ул. Молодёжная, - ул. Набережная, - ул. Овражная, - ул. Озёрная, | - ул. Придорожная, - ул. Просторная, - ул. Садовая, - ул. Северная, - ул. Спортивная, | - ул. Уральская, - ул. Центральная, - ул. Школьная, - ул. Энергетиков, - пер. Энергетиков. |